# バヴァリアンズFC
バヴァリアンズFC（英: Bavarians Football Club、モンゴル語: баваричууд ФС）は、モンゴルの首都ウランバートルを本拠とするプロサッカークラブである。 

## 歴史
- 2014年 クラブ創設。
- 2020年 モンゴルプロサッカーリーグ参入、ナショナル・アマチュアカップ (モンゴル)（英語版）グループF2位[2][3]、モンゴル・セカンドリーグ（英語版）昇格。
- 2021年 モンゴル・セカンドリーグ4位[4]。
- 2021年-2022年 モンゴル・セカンドリーグ優勝[5][6]、モンゴル・ファーストリーグ（英語版）昇格。
- 2022年-2023年 モンゴル・ファーストリーグ2位[7]、モンゴル・ナショナルプレミアリーグ昇格。
- 2023年-2024年 モンゴル・ナショナルプレミアリーグ10位[8]。モンゴル・ファーストリーグ降格。

## タイトル
- モンゴル・セカンドリーグ : 1回
  - 優勝：2021/2022

## 歴代所属選手
- バットゥシグ・バットエルデネ（英語版） 2022-
- レグゼン・オトゴンプレフ（英語版） 2022-
- アディソン 2023-
- 今井海那都 2023-2024
- ガリード 2023-2024
- ジョアン・アルトゥール 2023-2024
- 斎藤碧斗 2023-2024
- アリ・アラカバク 2023-2024
- シルマー・フィロンゴ（英語版） 2024-
- 宇田川輝 2024-
- 戸坂飛雄吾 2024-

## 歴代監督
- オルギルサイハン・バヤルマグナイ 2022-2023、2024-
- ニコラス・ヴィトロヴィッチ（英語版）2023-2024